# Zvuková karta

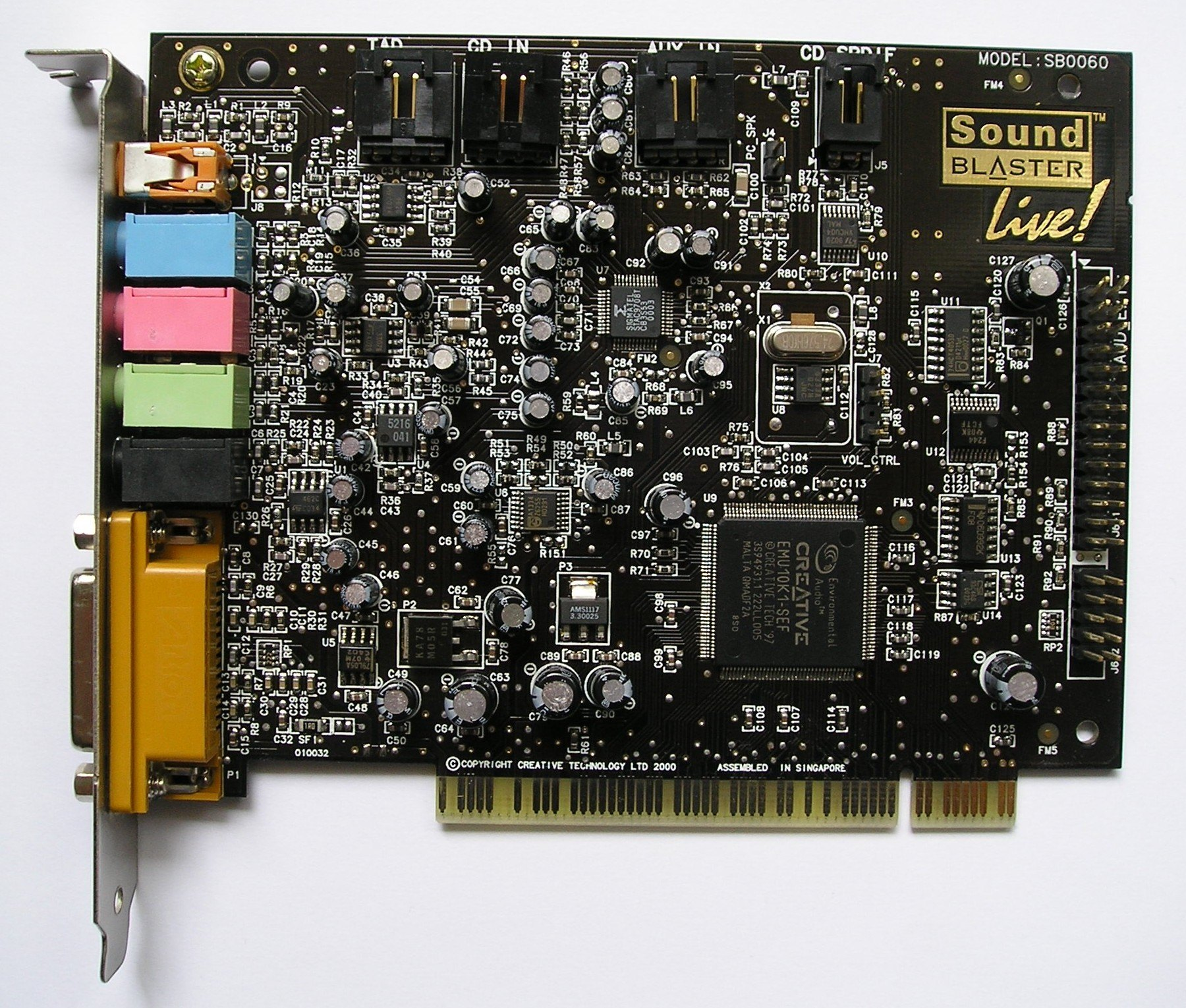
Zvuková karta Sound Blaster Live! 5.1

Zvuková karta je rozšiřující karta počítače pro vstup a výstup zvukového signálu, ovládaná softwarově.
Typická zvuková karta obsahuje zvukový čip, který provádí digitálně-analogový převod nahraného nebo vygenerovaného digitálního záznamu. Tento signál je přiveden na výstup zvukové karty (většinou 3,5mm jack-sluchátkový).
Zvuková karta také má „line in“ konektor, do kterého je možné připojit kazetový přehrávač nebo podobný zdroj zvukového signálu. Zvuková karta tento signál digitalizuje a uloží (pomocí příslušného počítačového programu) na úložiště dat. Digitalizace se provádí pomocí vzorkování. V každém časovém intervalu se zjistí a zaznamená aktuální stav signálu neboli vzorek. Čím kratší je interval mezi vzorkováním, tím vyšší je vzorkovací frekvence, tím více vzorků bude pořízeno a tím bude výsledný záznam kvalitnější.
Druhý faktor, který určuje kvalitu digitálního signálu, je počet použitých úrovní v každém ze vzorků.
Nejčastěji používané vzorkovací frekvence: 11,025 kHz (telefonní kvalita), 22,05 kHz (rádio kvalita), 44,1 kHz (CD kvalita), 48,0 kHz, 96,0 kHz. Počet bitů na jeden vzorek je většinou 8, 16 nebo 24.
Třetí konektor, který většina zvukových karet má, se používá k přímému připojení mikrofonu. Signál z něj je možné také nahrávat na úložiště dat nebo ho jinak zpracovat (např. software na rozpoznávání hlasu nebo VoIP).
Většina zvukových karet má také MIDI a GamePort konektor. Konektor MIDI slouží k připojení např. elektronického klávesového nástroje nebo jiného zdroje digitálního MIDI signálu. Pokud nahráváme z MIDI, tak nemusíme provádět vzorkování. Do počítače se uloží informace o tom, který nástroj hraje, výška tónu, délka tónu, dynamika úhozu na klávesu, atd. Rozhraní GamePort slouží k připojení joysticku nebo jiného herního zařízení.
Starší zvukové karty také měly IDE rozhraní. To sloužilo k připojení CD-ROM mechaniky, ale v dnešní době již nemá opodstatnění, protože moderní počítače jsou vybaveny EIDE, SATA nebo SCSI rozhraním, které umožňuje připojit více zařízení. Pokud je v počítači zvuková karta i CD-ROM mechanika, mohou se propojit pomocí tzv. audio kabelu, ten je však v dnešní době již zbytečný, jelikož většina zvukových přehrávačů se obejde bez něj. Toto spojení umožňuje přenášet analogový nebo digitální zvukový signál z CD-ROM mechaniky do zvukové karty a tak je možné poslouchat hudební CD ze stejných reproduktorů jako zvuk z počítače.

## Historie
V době, kdy vznikaly první osobní počítače, nikoho ani nenapadlo nějak je spojovat se zvukem nebo hudbou. Tyto počítače primárně sloužily k zrychlení a ulehčení práce člověka a ne k zábavě. Mnozí se na počítač dívali pouze jako na „počítací stroj“.
První pokusy o zvukový výstup z počítače byly realizovány většinou pomocí telefonního sluchátka nebo podobného zařízení s příslušným jednoduchým obvodem. Příkladem je počítač Sinclair ZX Spectrum nebo tzv. PC speaker PC-kompatibilních počítačů.
Následovalo období, kdy součástí desky uvnitř počítače byl speciální čip, který se staral výhradně o zvuk a jehož výstup byl veden do televizoru, monitoru nebo externího zesilovače. Příkladem jsou počítače Sinclair ZX Spectrum 128, Commodore 64 nebo Commodore Amiga.
O zvukové kartě se mluví od chvíle, kdy se obvody a čipy, které se starají o zvuk, začaly umisťovat na samostatný plošný spoj, tzv. kartu, která se zasouvá do základní desky (motherboardu) počítače.
Jeden z prvních výrobců zvukových karet pro IBM PC byl AdLib, který vyráběl zvukové karty založené na zvukovém čipu Yamaha YM3812, neboli OPL2. Toto byl v podstatě standard, až do doby než Creative Labs vyrobila zvukovou kartu Sound Blaster, která měla čip YM3812 a zvukový koprocesor (pravděpodobně Intel mikrokontrolér), který Creative nazýval „DSP“, což byl první procesor na digitální signál. Několik roků uplynulo, než Creative vytvořil kartu, která uměla zároveň nahrávat a také přehrávat zvuk. Díky Sound Blasteru, první levné CD-ROM mechanice a vývoji video technologie začala nová éra počítačových multimédií. Uživatel si mohl spustit hudební CD, nahrávat dialogy do počítačových her nebo přehrávat filmy
(zatím pouze krátké klipy a ve velmi špatné kvalitě, nesrovnatelné s moderním digitálním videem).
Starší zvukové karty neuměly nahrávat a přehrávat současně. Většina dnešních zvukových karet je plně duplexní.
Určitým „protimluvem“ jsou tzv. integrované zvukové karty, které jsou např. z důvodu úspory místa nebo peněz přímo součástí základní desky. První karty tohoto typu se objevily koncem 90. let 20. století. Jedná se většinou o čip Intel AC97. Někteří výrobci využili levný ACR slot.
Většina z nich umožňuje pouze 16bitový zvuk a max. frekvenci 48,0 kHz – v podstatě něco málo přes normu klasického zvukového kompaktního disku CD (44,1 kHz frekvence vzorků / 16bitová hloubka), ale objevují se i takzvané HD (high definitions – vysoké rozlišení) zvukové čipy na základních deskách např. Intel HDA zvládající až 24 bitů a frekvenci vzorkování do 192 kHz ve stereu, resp. 96 kHz u vícekanálového zvuku.

## Barevné označení vstupů a výstupů zvukové karty
Barevné označení vstupů a výstupů zvukové karty u většiny zvukových karet vyrobených po roce 1999 odpovídá standardu PC 99 firmy Microsoft pro barevné označení externích konektorů.
| Barva | Barva      | Funkce                                                                          |
| ----- | ---------- | ------------------------------------------------------------------------------- |
|       | Pink       | Analogový mikrofonní vstup.                                                     |
|       | Light blue | Analogový vstup.                                                                |
|       | Lime green | Analogový výstup pro hlavní stereo signál (přední reproduktory nebo sluchátka). |
|       | Black      | Analogový výstup pro zadní reproduktory.                                        |
|       | Silver     | Analogový výstup pro boční reproduktory.                                        |
|       | Orange     | S/PDIF digitální výstup.                                                        |

## Profesionální zvukové karty
Profesionální zvukové karty jsou speciální zvukové karty optimalizované pro nízkoodezvové multikanálové zvukové nahrávání a přehrávání, na úrovni výsledků získaných ve studiu. Jejich ovladače obvykle následují Audio Stream Input Output (ASIO) protokol pro práci s profesionální zvukovou technikou a hudebním softwarem, ačkoliv ASIO ovladače jsou dostupné i pro úroveň karet pro běžné spotřebitele.
Profesionální zvukové karty jsou běžně popisovány jako „zvuková rozhraní“ a někdy jsou v provedení pro montáž (rack jednotek) využívající USB, FireWire nebo optického rozhraní, k poskytnutí dostatečného přenosu datových toků. Důraz těchto produktů je v základu kladen na použití většího množství vstupních a výstupních konektorů, přímou hardwarovou podporu pro více vstupně-výstupních zvukových kanálů a vysokou vzorkovací frekvenci. Role těchto karet a jejich zamýšlené užití je pro specializované vícekanálové nahrávání zvuku a zvukové úpravy v reálném čase, které nejsou limitovány, jako je tomu u běžných uživatelských zvukových karet.
Na druhou stranu, určité vlastnosti konzumních zvukových karet, jako například podpora pro Environmental Audio Extensions (EAX), optimalizace pro hardwarovou akceleraci v počítačových hrách nebo prostorové efekty v reálném čase jsou vedlejší, neexistující, a někdy i nechtěné u profesionálních karet, a jako zvuková rozhraní proto nejsou pro běžné uživatele doporučené.
Typická „uživatelská“ zvuková karta je určena pro domácnosti, kanceláře a pro zábavné účely s důrazem na přehrávání a běžné užívání, než na zajišťování potřeb pro profesionály. Reakcí na toto Steinberg (výrobci zvukového a sekvenčního softwaru, Cubase and Nuendo) vyvinuli protokol, který specifikuje zacházení s více zvukovými vstupy a výstupy.
Obecně, zvukové karty pro běžné uživatele obsahují některá omezení a komplikace, která mohou být nepřijatelná pro zvukové profesionály. Jeden z moderních zvukových účelů je zprostředkovávat AD/DA převodník z analogového do digitálního signálu. Nicméně, v profesionálních užitích jsou zde potřeby pro vylepšené nahrávání a konverzi zvuku.
Jedna z omezení konzumních zvukových karet je poměrně velká vzorkovací odezva; to je čas, který je potřeba, aby AD převodník dokončil konverzi zvukového vzorku a přesunul jej do hlavní paměti v počítači.
Uživatelské zvukové karty jsou taktéž limitovány v efektivnosti vzorkovací frekvence a bitové hloubky, kterou dokáží zvládnout a mají menší množství méně přizpůsobivých vstupních kanálů: profesionální nahrávání ve studiu typicky požaduje více než dva kanály, které běžné uživatelské karty poskytují a více dostupných konektorů, na rozdíl od náhodných druhů vnitřních a někdy i vnějších konektorů, která jsou u běžných uživatelských zvukových karet.

## Neobvyklé využití zvukové karty
Běžný počítač se zvukovou kartou a vhodným software lze použít jako digitální osciloskop a spektrální analyzátor. Vstupní signály se přivádí přes mikrofonní nebo linkový vstup. Je-li karta stereofonní, jsou k dispozici pro měření současně dva kanály. Z principu zvukové karty plyne omezení, kterým je vstupní kmitočtový rozsah cca 20 Hz až 20 kHz. Pro základní nízkofrekvenční měření nebo pro výukové demonstrační účely však vyhoví.